# Puihardy
Puihardy est une commune française, située dans le département des Deux-Sèvres en région Nouvelle-Aquitaine. On peut également trouver le nom de la commune orthographié : Puy-Hardy.

## Géographie
Situé à 7 km du chef-lieu de canton de Coulonges-sur-l'Autize et à environ 30 km de trois villes principales (Niort, Parthenay et Fontenay-le-Comte) Puihardy est la plus petite commune du département des Deux-Sèvres. Elle s'étend sur 118 hectares et comptait 73 habitants au recensement de 2012.
Elle est limitée au nord par la commune de La Chapelle-Thireuil, Saint-Laurs à l’ouest, Ardin au sud et Fenioux à l’est.
Topographiquement, le territoire communal est un
promontoire encadré par deux failles géologiques, plus précisément au nord-est et au sud-ouest deux accidents verticaux N110°E où s’écoulent dans chacun un ruisseau intermittent rejoignant à l’est le ruisseau du Saumort, affluent de l’Autize.
Géologiquement, Puihardy repose sur des niveaux géologique du Cambrien supérieur caractérisé par ses brachiopodes (genre Billingsella). Cette faune est caractéristique de la marge nord-gondwanienne et unique en France.
La commune possède le lieu-dit Les Grandes Landes et La Sauvagère.

### Localisation et communes limitrophes
|             | La Chapelle-Thireuil |         |
| Saint-Laurs | Puihardy             | Fenioux |
|             | Ardin                |         |

### Climat
Pour des articles plus généraux, voir Climat de la Nouvelle-Aquitaine et Climat des Deux-Sèvres.
Historiquement, la commune est exposée à un climat océanique du nord-ouest.  
En 2020, Météo-France publie une typologie des climats de la France métropolitaine dans laquelle la commune est exposée à un climat océanique et est dans la région climatique  Poitou-Charentes, caractérisée par un bon ensoleillement, particulièrement en été et des vents modérés.
Pour la période 1971-2000, la température annuelle moyenne est de 11,9 °C, avec une amplitude thermique annuelle de 14,1 °C. Le cumul annuel moyen de précipitations est de 871 mm, avec 13,8 jours de précipitations en janvier et 7,1 jours en juillet. Pour la période 1991-2020, la température moyenne annuelle observée sur la station météorologique la plus proche, située sur la commune de Scillé à 9 km à vol d'oiseau, est de 12,1 °C et le cumul annuel moyen de précipitations est de 954,6 mm,. Pour l'avenir, les paramètres climatiques de la commune estimés pour 2050 selon différents scénarios d’émission de gaz à effet de serre sont consultables sur un site dédié publié par Météo-France en novembre 2022.

## Urbanisme

### Typologie
Au 1er janvier 2024, Puihardy est catégorisée commune rurale à habitat très dispersé, selon la nouvelle grille communale de densité à sept niveaux définie par l'Insee en 2022.
Elle est située hors unité urbaine. Par ailleurs la commune fait partie de l'aire d'attraction de Niort, dont elle est une commune de la couronne,. Cette aire, qui regroupe 91 communes, est catégorisée dans les aires de 50 000 à moins de 200 000 habitants,.

### Occupation des sols
L'occupation des sols de la commune, telle qu'elle ressort de la base de données européenne d’occupation biophysique des sols Corine Land Cover (CLC), est marquée par l'importance des territoires agricoles (88,2 % en 2018), une proportion identique à celle de 1990 (88,2 %). La répartition détaillée en 2018 est la suivante : 
zones agricoles hétérogènes (42,8 %), prairies (25,5 %), terres arables (19,9 %), forêts (11,8 %). L'évolution de l’occupation des sols de la commune et de ses infrastructures peut être observée sur les différentes représentations cartographiques du territoire : la carte de Cassini (XVIIIe siècle), la carte d'état-major (1820-1866) et les cartes ou photos aériennes de l'IGN pour la période actuelle (1950 à aujourd'hui).

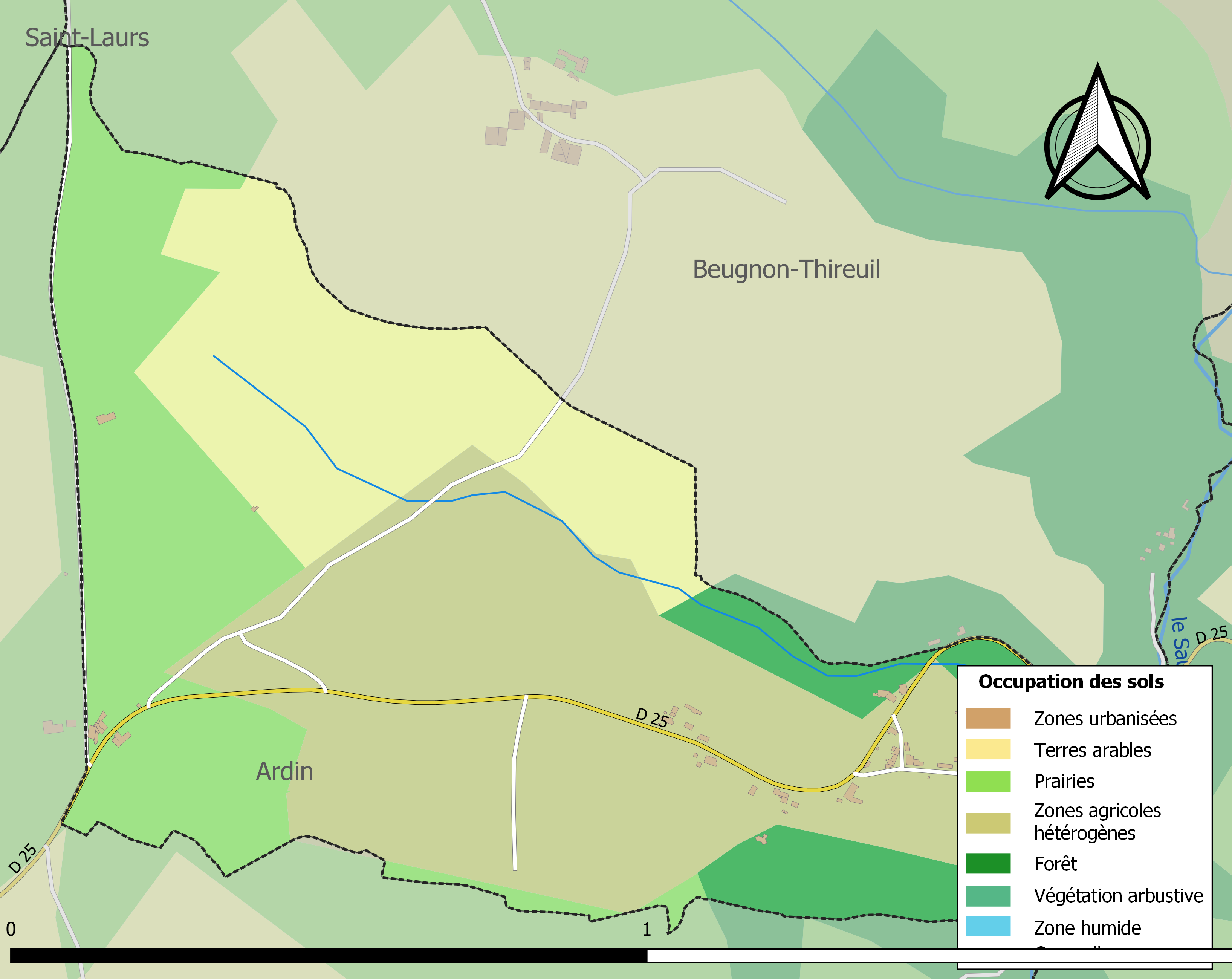
Carte des infrastructures et de l'occupation des sols de la commune en 2018 (CLC).

### Risques majeurs
Le territoire de la commune de Puihardy est vulnérable à différents aléas naturels : météorologiques (tempête, orage, neige, grand froid, canicule ou sécheresse), inondations et séisme (sismicité modérée). Il est également exposé à un risque particulier : le risque de radon. Un site publié par le BRGM permet d'évaluer simplement et rapidement les risques d'un bien localisé soit par son adresse soit par le numéro de sa parcelle.

#### Risques naturels
Certaines parties du territoire communal sont susceptibles d’être affectées par le risque d’inondation par débordement de cours d'eau, notamment le Saumort. La commune a été reconnue en état de catastrophe naturelle au titre des dommages causés par les inondations et coulées de boue survenues en 1982, 1983, 1999 et 2010,.
La commune a été reconnue en état de catastrophe naturelle au titre des dommages causés par des mouvements de terrain en 1999 et 2010.

#### Risque particulier
Dans plusieurs parties du territoire national, le radon, accumulé dans certains logements ou autres locaux, peut constituer une source significative d’exposition de la population aux rayonnements ionisants. Selon la classification de 2018, la commune de Puihardy est classée en zone 3, à savoir zone à potentiel radon significatif.

## Histoire
Au Paléolithique, les quartzites de la région de Puihardy semblent avoir servi à la production de bifaces notamment ceux découverts sur la commune de Béceleuf par Roland Sacré.
Pour le moment on ne connait pas de vestiges
antiques.
Étymologiquement, Puihardy tire son nom de son
relief avec la racine puy qui désigne un tertre, une éminence. Cette racine issue du mot  grec pied, devint podium
en latin pour désigner également la rangée de sièges dans un théâtre. En bas
latin, le mot Podium a pris le sens de toute chose sur laquelle on
s'appuie, de là dérivent les mots appui, appuyer.
```
En 1471, son nom s’écrit Puyardy (archives des Deux-Sèvres, E. 279) La 
carte de Cassini
 mentionne la même
```

graphie. En 1648, le nom le de la paroisse
est  précédé du vocable de son saint
protecteur et devient Saint-Nicolas de Puyhardi  (Pouillé).
Deux bulles du pape Paul II accordent en 1469 à Enjourrand de Monsorbier, abbé de la Chaise Dieu en Auvergne, l’usufruit de la chapelle de Puihardy, soit 50 livres tournois provenant des revenus de ladite chapelle, de ceux de Notre-Dame de Brusson et de maisons à Parthenay.
Puihardy est un fief relevant de Bois-Chapeleau. Après avoir fait partie de l'élection de Parthenay au XVIe siècle, il dépend
de la sénéchaussée et de l'élection  de Fontenay-le-Comte.

## Politique et administration
À l'issue de l'élection présidentielle de 2017, le candidat de la France Insoumise, Jean-Luc Mélenchon, est arrivé en tête du premier tour dans la commune avec 46,43% des suffrages exprimés (13 voix); son meilleur résultat dans le département. Il devançait de 10 voix Nicolas Dupont-Aignan et Benoît Hamon (ex æquo à 10,71%).

Le second tour s'est quant à lui soldé par la victoire par la victoire d'Emmanuel Macron (14 voix, soit 60,87% des suffrages exprimés, contre 9 voix et 39,13% des suffrages exprimés pour Marine Le Pen).
| Période | Période  | Identité           | Étiquette | Qualité |
| ------- | -------- | ------------------ | --------- | ------- |
| 1977    | 1989     | Honoré Couturier   |           |         |
| 1989    | 2014     | André Jean-Larippe |           |         |
| 2014    | En cours | Patrice Douteau    |           |         |

## Démographie
À partir du XXIe siècle, les recensements réels des communes de moins de 10 000 habitants ont lieu tous les cinq ans. Pour Puihardy, cela correspond à 2004, 2009, 2014, etc. Les autres dates de « recensements » (2006, 2010, etc.) sont des estimations légales.
| 1793 | 1800 | 1806 | 1821 | 1831 | 1836 | 1841 | 1846 | 1851 |
| ---- | ---- | ---- | ---- | ---- | ---- | ---- | ---- | ---- |
| 87   | 80   | 101  | 109  | 106  | 89   | 88   | 98   | 105  |

| 1856 | 1861 | 1866 | 1872 | 1876 | 1881 | 1886 | 1891 | 1896 |
| ---- | ---- | ---- | ---- | ---- | ---- | ---- | ---- | ---- |
| 118  | 104  | 100  | 104  | 102  | 95   | 96   | 103  | 89   |

| 1901 | 1906 | 1911 | 1921 | 1926 | 1931 | 1936 | 1946 | 1954 |
| ---- | ---- | ---- | ---- | ---- | ---- | ---- | ---- | ---- |
| 77   | 88   | 72   | 80   | 90   | 82   | 79   | 68   | 74   |

| 1962 | 1968 | 1975 | 1982 | 1990 | 1999 | 2004 | 2006 | 2009 |
| ---- | ---- | ---- | ---- | ---- | ---- | ---- | ---- | ---- |
| 67   | 55   | 53   | 55   | 44   | 39   | 33   | 30   | 57   |

| 2014 | 2019 | 2022 | - | - | - | - | - | - |
| ---- | ---- | ---- | - | - | - | - | - | - |
| 57   | 62   | 63   | - | - | - | - | - | - |

## Lieux et monuments
- L'église Saint-Nicolas mesure environ 18 m sur 6,25 m. Elle possède un chevet plat et un transept saillant. Le terrain contigu au bas-côté nord est occupé par le cimetière paroissial à partir duquel une chapelle funéraire formant l’extension du transept nord est accessible.

En 1700, lors de la visite de l’évêque de La Rochelle Mgr Frezeau de la Frezelière à Puihardy, le prieur-curé de la paroisse, Jacques Guicheteau attire son attention sur la vétusté de l’édifice. Il l’informe de la proposition faite par Louis de Raoul, seigneur des Châteliers de Fenioux. Il veut faire entièrement restaurer l’édifice contre la faveur d’y construire une chapelle funéraire pour lui et ses proches. Un accord est signé le jour même entre les parties.
De Raoul promet de faire fondre une cloche de 100 livres. Un an plus tard les travaux de restauration sont achevés. La cloche porte l’inscription suivante : IVAISSADE PRIEUR ET SEIGNEUR DE PUYHARDY MRE GABRIEL DE VILLENON/CHEVALIER SEIGNEUR DE SANSAY PARIN DAME MARGUERITE RAOUL/SON EPOUSE MARAINE 1739/LE BRUN (?)
Elle est datée de 1739, le prieur curé était messire Vaissade, son parrain était Gabriel de Villedon, chevalier-seigneur de Sansais et son épouse Marguerite Raoul fut la marraine.
- La chapelle mortuaire - famille Raoul, chapelle funéraire de la famille des Châteliers accolée au mur nord de l’église reconstruite.

Cette petite chambre rectangulaire voûtée avec une faible élévation est accessible à partir du cimetière par une porte en plein cintre à l’ouest. Au-dessus de cette entrée on trouve cette inscription : Chapelle des Mort 1701, surmontée d’une pierre carrée, légèrement saillante ayant pu porter un écusson.
L’intérieur est éclairé par une fenêtre en plein cintre ornée de vitraux au nord. Au-dessus, au ras de la voûte se trouve une pierre portant un écusson dont une partie est recouverte d’une ou plusieurs couches de chaux gênant la lecture. Face à la porte d’entrée, au fond, l’autel bas en pierre est sans aucune sculpture. Au pied, faisant l’effet d’une marche, une large pierre rectangulaire écornée porte un écusson.
Devant l’autel, à moins de deux mètres on trouve trois dalles funéraires en granite. Deux mesurent 2 m sur 1,80 m. La troisième est plus petite (la moitié des autres).
Les inscriptions sont peu lisibles du fait des passages successifs. Il s’agit de trois inhumations des seigneurs Raoul.
1) Le 7 août 1700, Claude Raoul meurt et est inhumé dans l’église de Puihardy.
2) Le 2 juillet 1729, une cousine des Villedon, alliés à la famille Raoul des Châteliers, Dame Magdeleine de Marconay, meurt à l’âge de 34 ans et est inhumée dans l’église de Puihardy.
3) Ensuite le 8 juillet 1745, meurt et est inhumé dans l’église de Puihardy, Gabriel Raoul, chevalier seigneur des Châteliers âgé de 53 ans.
Les seigneurs des Châteliers ont choisi leur inhumation à Puihardy plutôt qu’à Fenioux leur paroisse, ou aux Châteliers même, où ils possédaient une chapelle domestique dans laquelle un mariage fut célébré le 1er octobre 1729.
Entre les extrémités de la plus petite dalle et l’autel, un peu à gauche, on voit sur le pavage de la chapelle une trace octogonale, peut-être un bénitier ou une statue quelconque.
Lors de la reconstruction de l’église, on a ménagé dans le mur nord, une large baie cintrée, donnant accès à la chapelle des morts. Une grille fixe en fer forgé sert de séparation.
En 1750, selon le cartulaire d’Alphonse de Poitiers, il y a 22 feux. La paroisse est ensuite réunie à la Chapelle-Thireuil lors du Concordat. En 1820, elle revendique les vases sacrés de l’église ruinée. Le maire s’y oppose mais le préfet intervient et le maire cède. Ensuite, la cloche subit le même sort. Le maire M. Chabiron exige un reçu.
Comme le prouve l’inscription placée à gauche du portail: La première pierre de la reconstruction a été posée le 30 mars 1900, l’église de Puihardy est restaurée.
De la restauration antérieure de 1700 subsiste une pierre trouvée dans les décombres. On ne connaît pas sa place d’origine. Elle porte cette inscription  Restaurateur et bienfaiteur de cette église, et fut replacée à droite du portail. La nouvelle église n'offre rien de particulier, excepté sa vieille cloche conservée et réinstallée en 1930.